# Regio istituto tecnico
Il regio istituto tecnico era un tipo di scuola tecnica secondaria di secondo grado attiva nell'Ottocento fino alla riforma Gentile del 1923, indirizzata a coloro che volevano diplomarsi ed eventualmente proseguire con studi universitari scientifici e commerciali (ingegneria, chimica, biologia, matematica, architettura, fisica, economia). Nella seconda metà dell'Ottocento furono istituiti in Italia numerosi regi istituti tecnici.

## Storia
I regi istituti tecnici sorsero principalmente in alcune città capoluoghi di provincia soprattutto nelle zone del nord più industrializzate. Si trattava di scuole, soprattutto per le sezioni fisico-matematica ed industriale meccanico-metallurgica, che preparavano i giovani agli studi universitari scientifici. Furono principalmente attivi in quelle città in forte sviluppo industriale, che necessitavano di quadri dirigenziali preparati e competenti e per i quali la preparazione classica diffusa in Italia per le classi dirigenti non risultava idonea. Le sezioni agrimensura e commerciale-ragioneria non consentivano invece l'accesso all'università e formavano gli allievi nelle professioni di perito industriale, perito agrario, geometra e ragioniere.
Con la riforma Gentile del 1923 i regi istituti furono chiusi: la sezione fisico-matematica fu trasformata in liceo scientifico, quella industriale in istituto tecnico industriale, quella di agrimensura in istituto tecnico agrario e per geometri, mentre quella di commercio e ragioneria in istituto tecnico commerciale e per i ragionieri.

## Le sezioni dei regi istituti
Gli istituti erano di solito suddivisi in quattro sezioni:
1. sezione fisico-matematica,
2. sezione di agrimensura,
3. sezione di commercio e ragioneria,
4. sezione industriale meccanico-metallurgica.

## Il corpo docente
I regi istituti tecnici sorsero principalmente in alcune città italiane in forte sviluppo industriale (Torino, Terni, Firenze, etc.), ma il loro numero, perlomeno intorno al 1850, non superò il totale di una decina di istituti. Divennero quindi dei centri di formazione a livello interregionale che richiamavano allievi da ogni parte d'Italia. Il corpo docente risultava estremamente qualificato. Si trattava di ingegneri e tecnici, nella maggior parte dei casi formatisi all'estero, molti dei quali finirono la loro carriera in cattedra di importanti università italiane o furono chiamati a far parte di prestigiose accademie (Accademia dei Lincei, etc.). È questo il caso di Ippolito Langlois a Fermo, Luigi Corradi e Gaetano Scorza a Terni, Germano Sommeiller a Torino.

## Il regio istituto tecnico di Fermo
Il regio istituto tecnico industriale di Fermo sorse nel 1854 come Opera pia grazie a un lascito testamentario del conte Gerolamo Montani. L'Opera pia immediatamente dopo l'Unità si trasformò in scuola di Arti e Mestieri per le Marche grazie all'interessamento del sindaco di Fermo Ignazio Trevisani e dell'architetto Giovanbattista Carducci. Nel 1863, per portare la scuola
a livelli d'avanguardia in campo nazionale nell'ambito dell'istruzione tecnica, fu chiamato a dirigerla l'ingegnere Ippolito Langlois, proveniente dal Conservatoire d'Arts et Metiers di Parigi e allievo di Arthur Morin. Egli trapiantò a Fermo i metodi delle “Écoles d'Arts et Métiers” francesi e nel 1884 trasformò la scuola in regio istituto industriale. Tra i docenti illustri dell'istituto si ricorda il fisico Giovanni Giorgi a cui si deve un progetto di nuove Officine, in realtà mai realizzate, e il matematico Ciamberlini.
Tra gli allievi illustri, Giovanni Benelli, fondatore nel 1911 della famosa fabbrica di motociclette Benelli Moto e negli anni settanta della Benelli Armi.
Altra persona illustre che ha frequentato questo istituto è stato Giuseppe Sacconi, architetto noto soprattutto per essere stato il progettista del Vittoriano a Roma e, più recentemente, i Guzzini (sia Pierino e Mariano che i figli Giovanni e Raimondo), fondatori di una industria leader a livello mondiale nel settore dell'illuminotecnica e arredamento, nonché Aristide Merloni (Industrie Merloni di Fabriano), Adriano Cecchetti (Industrie Cecchetti di Civitanova, ex SGI), Mario Clementoni e il figlio (industria di giocattoli), e tanti altri noti industriali italiani. Accanto al nome di Mario Clementoni figura anche quello di Maggini Giuseppe appartenente alla famigliua Maggini Eugenio e figlio di Giuseppe. una famiglia che si rese illustre per la genialità della lavorazione del legno e della magistrale produzione di mobili. 

## Il regio istituto tecnico di Firenze
Il regio istituto tecnico toscano venne fondato nel 1853 da Leopoldo II di Lorena per impartire insegnamenti di chimica, fisica, geometria, storia naturale, meccanica, metallurgia.
All'indomani dell'unità d'Italia, il 29 novembre 1861, in seguito alla riorganizzazione delle scuole ad indirizzo tecnico professionale dato dalla legge Casati l'istituto passò in carico al Ministero dell'Agricoltura, Industria e Commercio assumendo nel 1863 il nome di istituto tecnico di Firenze e poi nel 1872 di istituto provinciale di Firenze con i corsi di agronomia e agrimensura, commercio e ragioneria, meccanica e costruzioni, fisica e matematica. Nel 1900 il regio istituto tecnico di Firenze partecipò alla esposizione Universale di Parigi. Infine nel 1933 fu declassato a Istituto per Geometri ed in tal veste tuttora esiste.

## Il regio istituto tecnico di Terni
A seguito della forte industrializzazione che a partire dalla seconda metà dell'Ottocento coinvolse la città di Terni conseguente l'apertura delle acciaierie (1884) e di altre importanti società industriali, fu necessario istruire i giovani nelle attività professionali di tecnico e di dirigente. La situazione dell'istruzione a Terni risultava in questo periodo estremamente grave, mancando un qualsiasi tipo di scuola tecnica superiore. All'indomani dell'annessione al Regno d'Italia, nel 1861, fu istituito il regio istituto tecnico (che in seguito diede vita all'Istituto Tecnico Industriale, Istituto per Geometri e Liceo Scientifico), uno dei primi quattro in Italia, che verso la fine dell'Ottocento, sotto la guida del prof. Luigi Corradi, divenne rinomato attraendo giovani da ogni parte d'Italia. Fu una scuola di eccellenza nel centro Italia e molti dei diplomati, soprattutto quelli provenienti dalla sezione Fisico-Matematica ed Industriale, completavano i propri studi al Politecnico di Milano e in altre importanti università italiane. Tra i professori dell'Istituto si ricordano Gaetano Scorza e Carlo Alberto Castigliano. Nel 1900 l'istituto guidato dal preside Luigi Corradi ottenne la medaglia d'oro all'esposizione mondiale di Parigi.

## Il regio istituto tecnico di Torino
La storia dell'Istituto Germano Sommeiller, uno dei più antichi istituti d'Italia, è strettamente congiunta alle vicende politiche, socioeconomiche e culturali della città di Torino. Le origini dell'Istituto risalgono al 1805 con l'istituzione della scuola civica "per misuratori" (geometri). La vera data di fondazione è, però, il 16 novembre del 1852, quando una convenzione tra Governo e il Municipio di Torino trasformò la scuola in "regio istituto tecnico di Torino". Nell'anno scolastico 1853-54 l'Istituto cominciò regolarmente a funzionare con il primo corso, sotto la presidenza di G. Moris. Nel 1859 la legge Casati, con decreto del 13 novembre, modificò i corsi commerciali e industriali e l'Istituto, sotto la guida del preside Ascanio Sobrero già insegnante di chimica della scuola, divenuto celebre per avere inventato la nitroglicerina, si rimodellò su tre sezioni: commerciale, per geometri e fisico-matematica.

## Il regio istituto tecnico di Trapani
Già dal 1810 Trapani per la sua vocazione marinara era sede di una "scuola nautica" che nel 1862 divenne regio istituto tecnico nautico.
Nella seconda metà dell'Ottocento la città di Trapani viveva la sua epoca d'oro. Fu in tale contesto che nacque l'idea di fondare un Istituto tecnico che sapesse dare risposte adeguate alle richieste di lavoro specifico che sempre più numerose provenivano dalle imprese agrarie, industriali e commerciali. 
L'Istituto Tecnico cominciò la sua attività nel 1870 su due sezioni: " Agrimensura" e "Commercio e Amministrazione"; mentre due anni dopo fu istituita la sezione "Fisico-matematica".
Con R.D. 31/08/1887, n. 5006, l'Istituto, che nel 1883 era stato intitolato a Salvatore Calvino, fu statalizzato. Nel 1902 furono istituite le sezioni "Applicazioni commerciali ed agricole locali" (poi trasformata in "Corsi complementari con applicazione ai commerci ed alle industrie locali") e "Industriale Elettrotecnica". Nel 1908 vennero istituite le sezioni "Industrie Enologiche" e " Industrie Agricole ". Dal 1908-09 le sezioni dell'Istituto Calvino impartivano anche altri insegnamenti (sezione fisico-matematica), (sezione agrimensura), (sezione elettrotecnica), (sezione enologiche ed industrie agrarie). 
Nel 1912 (R.D. 23/09/1912, n. 1188) furono soppresse le tre sezioni speciali ed i corsi complementari, mentre, a seguito della riforma Gentile del 1924, la sezione "fisico-matematica" fu assegnata al neo istituito Liceo scientifico Vincenzo Fardella, cosicché da allora l'Istituto tecnico funzionò con due sole sezioni: "Ragionieri" (ex "Commercio e ragioneria") e "Geometri" (ex "Agrimensura"). Sempre quell'anno fu soppresso il nautico che nel 1944 rinasce come 'istituto tecnico nautico "Marino Torre". Nel 1961 la sezione Geometri fu scorporata e costituita in Istituto autonomo. Nel ventennio successivo l'Istituto si identificò nella sola sezione "Ragionieri", fino a quando nel 1981-82 - fu istituita la Sezione "Programmatori". L'esplosione delle iscrizioni portò, addirittura, alla scissione dell'Istituto, dando luogo alla nascita del secondo Istituto Tecnico, situato in territorio di Erice. Nel 1999 il nautico, che due anni prima aveva accorpato l'Irpsam, viene accorpato con il tecnico industriale.
A partire dall'a.s. 2013/2014, secondo il piano di dimensionamento della riforma Gelmini, l'istituto per geometri e l'Ipsia di Trapani vengono accorpati al Calvino che cambia così denominazione in Istituto d'Istruzione Superiore "S.Calvino-G.B. Amico".